# Kim Bảng
Kim Bảng là một thị xã nằm ở phía tây bắc tỉnh Hà Nam, Việt Nam.

## Địa lý
Thị xã Kim Bảng nằm ở phía tây bắc của tỉnh Hà Nam, nằm cách thành phố Phủ Lý khoảng 12 km, cách trung tâm thủ đô Hà Nội khoảng 60 km, có vị trí địa lý:
- Phía đông giáp thành phố Phủ Lý và thị xã Duy Tiên
- Phía tây giáp huyện Lạc Thủy, tỉnh Hòa Bình
- Phía nam giáp huyện Thanh Liêm
- Phía bắc giáp huyện Mỹ Đức và huyện Ứng Hòa, thành phố Hà Nội.

### Địa hình
Kim Bảng nằm trong vùng tiếp xúc giữa vùng trũng Đồng bằng sông Hồng và dải đá trầm tích ở phía Tây nên có địa hình đa dạng. Phía Bắc sông Đáy là đồng bằng thấp với các dạng địa hình ô trũng, phía tây nam sông Đáy là vùng đồi núi có địa hình cao, tập trung nhiều đá vôi, sét.
- Vùng tả ngạn sông Đáy (bao gồm các xã, phường như Nguyễn Úy, Lê Hồ, Đại Cương, Nhật Tựu, Thụy Lôi, Đồng Hóa, Nhật Tân, Ngọc Sơn, Văn Xá, Hoàng Tây và phường Quế. Tổng diện tích 8.266,97 ha (chiếm 44,29% diện tích đất tự nhiên của thị xã) gồm địa bàn 13 xã, phường. Đây là vùng đồng bằng lớn nhưng địa hình thấp, nhiều ô trũng, độ cao trung bình +2 m nơi thấp nhất +1,5 m đến +1,7 m.
- Vùng hữu ngạn sông Đáy và phường Tượng Lĩnh, Tân Sơn. Diện tích 10.395,65 ha (chiếm 55,71% tổng diện tích tự nhiên) bao gồm phần lớn diện tích 5 xã, phường: Liên Sơn, Thanh Sơn, Thi Sơn, Khả Phong, Ba Sao. Đây là vùng bán sơn địa có những cánh đồng lớn nhỏ khác nhau nằm ven sông Đáy và xen kẽ thung lũng đá vôi nhưng diện tích nhỏ. Do đặc điểm riêng, dải đồi núi kéo dài suốt phía tây của thị xã có nguồn gốc caxtơ nên đã tạo ra nhiều hang động, hồ đầm độc đáo có giá trị để phát triển du lịch.

### Khí hậu
Khí hậu: Khí hậu mang những đặc điểm của khí hậu đồng bằng sông Hồng: nhiệt đới gió mùa, mùa đông lạnh và mùa hè nóng ẩm, mưa nhiều. Nhiệt độ trung bình năm là 23,4 °C, nhiệt độ trung bình thấp nhất vào tháng 1 là 16,3 °C và cao nhất vào tháng 7 là 29,8 °C. Lượng mưa trung bình trong năm là 1.641 mm. Độ ẩm không khí trung bình năm 81,5 %.

### Thủy văn
Thị xã Kim Bảng có 2 con sông lớn chảy qua là sông Đáy và sông Nhuệ với mạng lưới kênh mương tương đối dày đặc:
- Sông Đáy có lượng nước khá dồi dào là nguồn cung cấp nước chính cho các xã thuộc thị xã qua các trạm bơm, cống ven sông. Chiều dài sông chạy qua huyện 22,3 km.
- Sông Nhuệ là sông đào nối sông Hồng tại Hà Nội và hợp lưu với sông Đáy tại Phủ Lý, đoạn qua thị xã Kim Bảng dài 4,8 km. Sông có tác dụng tiêu nước nội vùng đổ ra sông Đáy vào mùa mưa và tiếp nước cho sản xuất vào mùa khô.

Ngoài 2 sông chính, thị xã còn có mạng lưới các sông ngòi kênh mương nhỏ với các ao, hồ, đầm là nguồn bổ sung và dự trữ rất quan trọng khi mực nước các sông chính xuống thấp, đặc biệt vào mùa khô hạn.
Nhìn chung mật độ sông ngòi của thị xã khá dày và đều chảy theo hướng Tây Bắc - Đông Nam. Do địa hình bằng phẳng, độ dốc các sông nhỏ nên khả năng tiêu thoát nước chậm. Đặc biệt vào mùa lũ, mực nước các con sông chính lên cao cùng với mưa lớn tập trung thường gây gập úng cục bộ cho vùng ven núi và vùng có địa hình thấp trũng, gây ảnh hưởng trực tiếp đến sản xuất nông nghiệp và đời sống sinh hoạt của nhân dân trong thị xã.

### Tài nguyên đất
Tổng diện tích đất của thị xã là 17.540 ha, trong đó đất nông nghiệp chiếm 64,5%; đất phi nông nghiệp 31,3%; đất chưa sử dụng 4,2%. Vùng đồng bằng có đất phù sa được bồi, đất phù sa không được bồi và đất phù sa gley. Vùng đồi có đất nâu vàng trên phù sa cổ, đất đỏ vàng trên đá phiến sét, đất nâu đỏ trên đá vôi. Đất vùng gò đồi còn nhiều tiềm năng để chuyển đổi cơ cấu nông nghiệp và phát triển công nghiệp vật liệu xây dựng.

### Tài nguyên rừng
Rừng ở Kim Bảng có cây tự nhiên thưa, không tốt, mọc trên đồi núi đá. Những năm gần đây, nhân dân đã đầu tư trồng các loại cây ăn quả như: nhãn, na,...

### Tài nguyên khoáng sản
Kim Bảng có tài nguyên khoáng sản tương đối phong phú, cho phép khai thác và chế biến trên quy mô công nghiệp. Trữ lượng đá vôi lớn, tập trung ở các mỏ Hồng Sơn và Bút Phong, là nguồn nguyên liệu dồi dào cho sản xuất xi măng và vật liệu xây dựng. Ngoài ra, ở Tân Sơn, Thanh Sơn còn có mỏ đôlômit; than bùn Ở Ba Sao với diện tích 2 km² nằm dưới lớp sét dày 0,5 - 1,5 m, mỏ sét Trầm Tích trữ lượng hơn 30 triệu m³, nguồn nước khoáng lạnh vàng cám,...

## Hành chính
Thị xã Kim Bảng có 17 đơn vị hành chính cấp xã trực thuộc, bao gồm 10 phường: Ba Sao, Đại Cương, Đồng Hóa, Lê Hồ, Ngọc Sơn, Quế, Tân Sơn, Tân Tựu, Thi Sơn, Tượng Lĩnh và 7 xã: Văn Xá, Hoàng Tây, Khả Phong, Liên Sơn, Nguyễn Uý, Thụy Lôi, Thanh Sơn.

## Lịch sử
Sách Nhất thống chí chép: huyện Kim Bảng từ đời Trần trở về trước gọi là Cổ Bảng thuộc châu Lỵ Nhân. Huyện Kim Bảng đời Trần thuộc lộ Thiên Trường. Từ năm Quang Thái 10 (1397) thuộc trấn Thiên Trường. Năm Quang Thuận 7 (1446) triều đình bỏ trấn dặt thừa tuyên, huyện Kim Bảng thuộc thừa tuyên Thiên Trường. Sau đó vài năm, năm Quang Thuận 10 (1469) vua Lê Thánh Tông cho đổi Thiên Trường thành Sơn Nam, Kim Bảng thuộc thừa tuyên Sơn Nam. Năm Hồng Đức 21 (1490), triều đình bỏ thừa tuyên đặt xứ, Kim Bảng thuộc xứ Sơn Nam. Năm Cảnh Hưng 2 (1741) Triều đình bỏ xứ, đặt lộ, chia Sơn Nam thành hai lộ: Sơn Nam Thượng và Sơn Nam Hạ. Huyện Kim Bảng thuộc Sơn Nam Thượng. Đời Tây Sơn (1788 - 1802) Kim Bảng thuộc trấn Sơn Nam Thượng. Năm Gia Long 3 (1804) huyện Kim Bảng thuộc trấn Sơn Nam. Năm Minh Mệnh 13 (1832), Triều đình thành lập tỉnh Hà Nội, Kim Bảng, phủ Lý Nhân thuộc tỉnh Hà Nội. Năm 1890, phủ Lỵ Nhân được tách ra lập thành một tỉnh riêng lấy tên là Hà Nam, huyện Kim Bảng thuộc tỉnh Hà Nam.
Sau năm 1975, huyện Kim Bảng thuộc tỉnh Hà Nam Ninh, gồm 20 xã: Ba Sao, Châu Sơn, Đại Cương, Đồng Hóa, Hoàng Tây, Khả Phong, Kim Bình, Lê Hồ, Liên Sơn, Ngọc Sơn, Nguyễn Úy, Nhật Tân, Nhật Tựu, Phù Vân, Tân Sơn, Thanh Sơn, Thi Sơn, Thụy Lôi, Tượng Lĩnh, Văn Xá.
Ngày 23 tháng 2 năm 1977, sáp nhập xã Ba Sao vào xã Khả Phong.
Ngày 27 tháng 4 năm 1977, huyện Kim Bảng hợp nhất với huyện Thanh Liêm và thị xã Hà Nam thành huyện Kim Thanh.
Tuy nhiên đến ngày 9 tháng 4 năm 1981, huyện Kim Bảng được tái lập.
Ngày 10 tháng 1 năm 1984, chia xã Khả Phong thành hai xã Khả Phong và Ba Sao.
Ngày 1 tháng 4 năm 1986, thành lập thị trấn Quế, thị trấn huyện lỵ huyện Kim Bảng trên cơ sở 15 ha diện tích của xã Kim Bình, 111,13 ha diện tích của xã Văn Xá và 62,05 ha diện tích của xã Ngọc Sơn.
Ngày 12 tháng 8 năm 1991, tỉnh Hà Nam Ninh chia thành hai tỉnh Nam Hà và Ninh Bình, huyện Kim Bảng thuộc tỉnh Nam Hà.
Ngày 6 tháng 11 năm 1996, tỉnh Nam Hà lại chia thành hai tỉnh Hà Nam và Nam Định, huyện Kim Bảng thuộc tỉnh Hà Nam vừa tái lập.
Cuối năm 1999, huyện Kim Bảng có 1 thị trấn Quế và 20 xã: Ba Sao, Châu Sơn, Đại Cương, Đồng Hóa, Hoàng Tây, Khả Phong, Kim Bình, Lê Hồ, Liên Sơn, Ngọc Sơn, Nguyễn Úy, Nhật Tân, Nhật Tựu, Phù Vân, Tân Sơn, Thanh Sơn, Thi Sơn, Thụy Lôi, Tượng Lĩnh, Văn Xá.
Ngày 25 tháng 9 năm 2000, các xã Phù Vân và Châu Sơn được sáp nhập vào thị xã Phủ Lý.
Huyện Kim Bảng còn lại thị trấn Quế và 18 xã: Ba Sao, Đại Cương, Đồng Hóa, Hoàng Tây, Khả Phong, Kim Bình, Lê Hồ, Liên Sơn, Ngọc Sơn, Nguyễn Úy, Nhật Tân, Nhật Tựu, Tân Sơn, Thanh Sơn, Thi Sơn, Thụy Lôi, Tượng Lĩnh, Văn Xá.
Ngày 27 tháng 8 năm 2009, chuyển xã Ba Sao thành thị trấn Ba Sao.
Ngày 23 tháng 7 năm 2013, xã Kim Bình và một phần xã Thanh Sơn được sáp nhập vào thành phố Phủ Lý.
Ngày 8 tháng 11 năm 2023, Bộ Xây Dựng ban hành Quyết định số 1128/QĐ-BXD về việc công nhận đô thị Kim Bảng đạt tiêu chí đô thị loại IV trực thuộc tỉnh Hà Nam.
Đến cuối năm 2023, huyện Kim Bảng có 18 đơn vị hành chính cấp xã trực thuộc, bao gồm 2 thị trấn: Quế (huyện lỵ), Ba Sao và 16 xã: Đại Cương, Đồng Hóa, Hoàng Tây, Khả Phong, Lê Hồ, Liên Sơn, Ngọc Sơn, Nguyễn Úy, Nhật Tân, Nhật Tựu, Tân Sơn, Thanh Sơn, Thi Sơn, Thụy Lôi, Tượng Lĩnh, Văn Xá.
Ngày 8 tháng 11 năm 2024, Bộ Xây dựng ban hành Quyết định số 1036/QĐ-BXD về việc công nhận các khu vực dự kiến thành lập phường thuộc đô thị Kim Bảng, tỉnh Hà Nam đạt tiêu chuẩn trình độ phát triển cơ sở hạ tầng đô thị áp dụng đối với phường của đô thị loại IV.
Ngày 14 tháng 11 năm 2024, Ủy ban Thường vụ Quốc hội ban hành Nghị quyết số 1288/NQ-UBTVQH15 về việc sắp xếp đơn vị hành chính cấp huyện, cấp xã của tỉnh Hà Nam giai đoạn 2023 – 2025 (nghị quyết có hiệu lực từ ngày 1 tháng 1 năm 2025). Theo đó:
- Thành lập thị xã Kim Bảng thuộc tỉnh Hà Nam trên cơ sở toàn bộ huyện Kim Bảng.
- Thành lập 9 phường: Quế, Ba Sao, Tượng Lĩnh, Thi Sơn, Đồng Hóa, Ngọc Sơn, Đại Cương, Lê Hồ, Tân Sơn trên cơ sở 9 xã, thị trấn có tên tương ứng.
- Thành lập phường Tân Tựu trên cơ sở xã Nhật Tựu và xã Nhật Tân.

Sau khi thành lập, thị xã Kim Bảng có 175,40 km² diện tích tự nhiên và quy mô dân số là 145.744 người với 10 phường và 7 xã như hiện nay.

## Kinh tế - xã hội

### Thông tin liên lạc
Mạng lưới viễn thông được trang bị hiện đại với 4 tổng đài kỹ thuật số dung lượng 4.500 số, đảm bảo thông tin liên lạc thông suốt, chất lượng cao. Toàn thị xã có 100% thôn, xóm sử dụng máy điện thoại với tỷ lệ 11,5 máy trên 100 dân. 100% số xã, phường có đài truyền thanh cơ sở; 98% số dân được nghe đài truyền thanh bốn cấp.

### Cấp điện
100% số xã, phường ở Kim Bảng đã có lưới điện quốc gia với tỷ lệ hộ dùng điện là 99,6%. Toàn thị xã có 59 trạm biến áp với tổng công suất 10.930 KVA. Trong những năm qua hệ thống lưới điện hạ thế đã được chú trọng đầu tư, cải tạo, nâng cấp, góp phần giảm tổn thất điện năng, phục vụ cho sự nghiệp công nghiệp hóa, hiện đại hóa.

### Cấp nước
Hiện nay, 9 xã, phường trong thị xã đã có trạm cung cấp nước sạch tập trung là Đồng Hóa, Văn Xá, Nguyễn Úy, Hoàng Tây, Nhật Tựu, Nhật Tân, Lê Hồ, Quế, Đại Cương . Tỷ lệ số người sử dụng nước sạch trên địa bàn thị xã đạt trên 83%.

### Làng nghề
Các làng nghề, công việc, nghề phụ tại các địa phương trong thị xã:
- Gốm sứ Quyết Thành
- Mộc và tiểu thủ công nghiệp Nhật Tân
- Thợ đá, khai thác đá các xã phía Tây
- Một số có nghề thêu ren Phương Thượng
- Dệt thổ cẩm Lạc Nhuế
- Trồng trọt cây lương thực rau màu, chăn nuôi lợn, dê, gia cầm,...

## Dân số
Thị xã Kim Bảng có diện tích 175,40 km², dân số năm 2022 là 133.298 người, mật độ dân số đạt 759 người/km².
Thị xã Kim Bảng có diện tích 175,40 km², dân số quy đổi tính đến ngày 31/12/2023 là 145.744 người, mật độ dân số đạt 830 người/km².

## Văn hóa
- Khu du lịch Tam Chúc nằm trên địa bàn phường Ba Sao và xã Khả Phong được xem là điểm nhấn của du lịch Hà Nam.
- Miếu thờ thần Linh Lang Bạch Mã được dựng từ triều nhà Đinh, là một trong 4 di tích lịch sử có liên quan đến thời gian khởi nghiệp dẹp loạn 12 sứ quân thống nhất đất nước của Đinh Tiên Hoàng Đế tại thôn Đặng Xá, Xã Văn Xá, thị xã Kim Bảng, Hà Nam. Đền tọa lạc tại đầu thôn, nơi tiếp giáp của 3 thôn: Đặng Xá, Điền Xá và Tranh Thôn.
- Cụm di tích Miếu Trung - Chùa Đặng - Đền miếu Bà cũng là di tích thời Đinh. Khi Đinh Bộ Lĩnh chiêu mộ hào kiệt đi dẹp loạn 12 sứ quân đã được ông Dương Đỉnh và vợ tên là Đặng thị Kính, là cặp vợ chồng có của cải và uy tín ở địa phương gả con gái tên là Dương Nguyệt Nương. Sau được lập làm Hoàng hậu Kiều Quốc, Bà là người truyền dạy Trò Xuân Phả và là người đã sinh ra công chúa Ngọc Nương.
- Cụm du lịch Đền Trúc - Ngũ Động ở phường Thi Sơn. Đền Trúc thờ người anh hùng dân tộc Lý Thường Kiệt. Ngũ Động Sơn thuộc núi Cấm gồm 5 động liên hoàn.
- Chùa Bà Đanh, núi Ngọc ở phường Ngọc Sơn. Chùa được xây dựng từ thế kỷ thứ VII thờ Tứ pháp. Chùa được trùng tu lớn vào thời vua Lê Hy Tông. Tại đây có bức tượng Bà Chua Đanh (Pháp Vũ) và nhiều di vật quý từ thời Lý, Trần, Lê...
- Hang Luồn và Ao Dong ở phường Thi Sơn. Hang Luồn là một hang nước rộng và dài. Ao Dong nằm trong hang rộng gần 20 mẫu.
- Cụm danh thắng đền Trình Đức Thánh Cả, Bát Cảnh Sơn nằm cạnh dòng sông Đáy phía tả ngạn thuộc các phường Tượng Lĩnh và Tân Sơn (riêng đền chính Đức Thánh Cả nằm bên xã Hồng Quang, huyện Ứng Hòa, Hà Nội). Từ đền Trình sang đền chính du khách thường đi đò.

## Giao thông
Có quốc lộ 21A, quốc lộ 21B, Quốc lộ 21C, quốc lộ 38 chạy qua.

## Danh nhân
- Đinh Nga võ tướng thời Đinh Tiên Hoàng có công giúp vua Đinh Tiên Hoàng dẹp loạn 12 sứ quân; cha là Đinh Điện, mẹ là Trần Thị Nguy. Sinh ngày 10 tháng 2 năm Giáp Dần, ở thôn Thuỵ Sơn phường Tân Sơn, thị xã Kim Bảng.
- Kiều Quốc Hoàng hậu Dương Thị Nguyệt, người xã Văn Xá, Kim Bảng, là Vợ của Đinh Tiên Hoàng Đế, Bà là người đã truyền dạy trò Xuân Phả hiện còn lưu giữ và trao truyền đến ngày nay ở đền Đại Hải Long Vương (Thanh Hóa) và là người sinh ra công chúa Ngọc Nương.
- Lê Đình Tưởng (1474-?) Nho sĩ – quan chức thời Lê, quê ở Cao Mật, nay là thôn Cao Mật, phường Lê Hồ, thị xã Kim Bảng. 29 tuổi đỗ Đệ Tam giáp đồng tiến sĩ xuất thân khoa Nhâm Tuất niên hiệu Cảnh Thống 5 (1502) đời Lê Hiến Tông, làm quan: Phó đô Ngự sử.
- Trần Tông Lỗ (1480-1570) Nho sĩ – quan chức, người xã Mỹ Đê, nay thuộc phường Tượng Lĩnh, thị xã Kim Bảng. Đỗ Đệ nhị giáp tiến sĩ (Hoàng giáp) khoa Ất Sửu niên hiệu Đoan Khánh 1 (1505) đời vua Lê Uy Mục, làm quan: Lễ bộ Tả Thị Lạng.